# 15500 Anantpatel
15500 Anantpatel este un asteroid din centura principală de asteroizi.

## Descriere
15500 Anantpatel este un asteroid din centura principală de asteroizi. A fost descoperit pe 19 martie 1999 la Socorro, New Mexico, în cadrul proiectului LINEAR. Asteroidul prezintă o orbită caracterizată de o semiaxă mare de 2,46 ua, o excentricitate de 0,13 și o înclinație de 4,8° în raport cu ecliptica.